# Craig Woodson
Craig Woodson (Nashville, 20 febbraio 2001) è un giocatore di football americano statunitense che milita nel ruolo di safety per i New England Patriots della National Football League (NFL).

## Carriera universitaria
Nelle sue due prime stagioni a California nel 2019 e 2020, Woodson disputò 8 partite, mettendo a segno 19 tackle e 2 passaggi deviati. Nel 2021 saltò l'intera stagione a causa di un infortunio a un ginocchio. Nella prima partita della stagione 2022 mise a segno il suo primo intercetto, che ritornò per 39 yard in touchdown, nella vittoria su UC Davis. Nel corso delle stagioni 2022 e 2023 divenne stabilmente titolare, totalizzando 154 tackle, 9 passaggi deviati, 3 intercetti e 3 fumble forzati. Nel 2024 mise a segno 70 tackle, 9 passaggi deviati, 2 intercetti, e un fumble recuperato, venendo inserito nella formazione ideale dell'Atlantic Coast Conference. Al termine decise di passare tra i professionisti e accettò un invito per la NFL Scouting Combine.

## Carriera professionistica

### New England Patriots
Woodson fu scelto nel corso del quarto giro (106º assoluto) del Draft NFL 2025 dai New England Patriots.